# Tamariki Poerani
Tamariki Poerani est l'un des groupes de danse les plus prestigieux de Polynésie française.
Makau Foster-Delcuvellerie, originaire de l’archipel des Tuamotu, créatrice du groupe et chorégraphe, mène sa troupe tambour battant en Polynésie et à travers le monde.